# BAFTA (премия, 1955)
8-я церемония вручения наград премии BAFTA

Лондон, Англия
Лучший фильм: 

Плата за страх 

Le Salaire de la peur
Лучший британский фильм: 

Выбор Хобсона 

Hobson’s Choice
< 7-я Церемонии вручения 9-я >
8-я церемония вручения наград премии BAFTA за заслуги в области кинематографа за 1954 год состоялась в Лондоне в 1955 году.
В номинацию «Лучший фильм» попали киноленты из США («Бунт в тюремном блоке № 11», «Бунт на „Кейне“», «В порту», «Как выйти замуж за миллионера», «Луна голубая», «Номер для директоров», «Окно во двор» и «Семь невест для семи братьев»), Франции («Плата за страх»), Италии («Хлеб, любовь и фантазия»), Мексики («Робинзон Крузо»), Японии («Врата ада») и восемь картин из Великобритании, также заявленные в категории «Лучший британский фильм».
В этом году добавились две новые категории: «Лучший анимационный фильм» (награда в этой категории вручается и по сей день) и «Лучший сценарий для британского фильма» (просуществовала до 1967 года, потом была переименована в «Лучший сценарий»).
Ниже приведён полный список победителей и номинантов премии с указанием имён режиссёров, актёров и сценаристов, а также оригинальных и русскоязычных названий фильмов. Названия фильмов и имена кинодеятелей, победивших в соответствующей категории, выделены жирным шрифтом и отдельным цветом.
| Фильмы                                          |                                             |                                          |                               |
| Категория                                       | Фильм — русскоязычное название              | Фильм — оригинальное название            | Режиссёр                      |
| Лучший фильм                                    | • «Плата за страх»                          | Le Salaire De La Peur                    | Анри-Жорж Клузо               |
| Лучший фильм                                    | • «Бунт в тюремном блоке № 11»              | Riot in Cell Block 11                    | Дон Сигел                     |
| Лучший фильм                                    | • «Бунт на «Кейне»»                         | The Caine Mutiny                         | Эдвард Дмитрык                |
| Лучший фильм                                    | • «В порту»                                 | On the Waterfront                        | Элиа Казан                    |
| Лучший фильм                                    | • «Врата ада»                               | Jigokumon                                | Тэйноске Кинугаса             |
| Лучший фильм                                    | • «Выбор Хобсона»                           | Hobson’s Choice                          | Дэвид Лин                     |
| Лучший фильм                                    | • «Доктор в доме»                           | Doctor in the House                      | Ральф Томас                   |
| Лучший фильм                                    | • «И в горе, и в радости»                   | For Better, for Worse                    | Джей Ли Томпсон               |
| Лучший фильм                                    | • «Как выйти замуж за миллионера»           | How to Marry a Millionaire               | Жан Негулеско                 |
| Лучший фильм                                    | • «Кэррингтон В. К.»                        | Carrington V.C.                          | Энтони Асквит                 |
| Лучший фильм                                    | • «Лиловая равнина»                         | The Purple Plain                         | Роберт Пэрриш                 |
| Лучший фильм                                    | • «Луна голубая»                            | The Moon Is Blue                         | Отто Премингер                |
| Лучший фильм                                    | • «Мэгги»                                   | The Maggie                               | Александр Маккендрик          |
| Лучший фильм                                    | • «Номер для директоров»                    | Executive Suite                          | Роберт Уайз                   |
| Лучший фильм                                    | • «Окно во двор»                            | Rear Window                              | Альфред Хичкок                |
| Лучший фильм                                    | • «Пленённое сердце»                        | The Divided Heart                        | Чарльз Крайтон                |
| Лучший фильм                                    | • «Робинзон Крузо»                          | Las Aventuras de Robinson Crusoe         | Луис Буньюэль                 |
| Лучший фильм                                    | • «Ромео и Джульетта»                       | Romeo e Giulietta                        | Ренато Кастеллани             |
| Лучший фильм                                    | • «Семь невест для семерых братьев»         | Seven Brides for Seven Brothers          | Стэнли Донен                  |
| Лучший фильм                                    | • «Хлеб, любовь и фантазия»                 | Pane, amore e fantasia                   | Луиджи Коменчини              |
| Лучший британский фильм                         | • «Выбор Хобсона»                           | Hobson’s Choice                          | Дэвид Лин                     |
| Лучший британский фильм                         | • «Доктор в доме»                           | Doctor in the House                      | Ральф Томас                   |
| Лучший британский фильм                         | • «И в горе, и в радости»                   | For Better, for Worse                    | Джей Ли Томпсон               |
| Лучший британский фильм                         | • «Кэррингтон В. К.»                        | Carrington V.C.                          | Энтони Асквит                 |
| Лучший британский фильм                         | • «Лиловая равнина»                         | The Purple Plain                         | Роберт Пэрриш                 |
| Лучший британский фильм                         | • «Мэгги»                                   | The Maggie                               | Александр Маккендрик          |
| Лучший британский фильм                         | • «Пленённое сердце»                        | The Divided Heart                        | Чарльз Крайтон                |
| Лучший британский фильм                         | • «Ромео и Джульетта»                       | Romeo e Giulietta                        | Ренато Кастеллани             |
| Лучший анимационный фильм                       | • «Ария прерий»                             | Arie Prerie                              | Иржи Трнка                    |
| Лучший анимационный фильм                       | • «Единорог в саду»                         | The Unicorn in the Garden                | Джеймс Тёрбер                 |
| Лучший анимационный фильм                       | • —                                         | Little Brave Heart                       | —                             |
| Лучший анимационный фильм                       | • —                                         | Power to Fly                             | —                             |
| Лучший документальный фильм                     | • «Большое приключение»                     | Det stora äventyret                      | Арне Суксдорф                 |
| Лучший документальный фильм                     | • «Дети четверга»                           | Thursday’s Children                      | Линдсей Андерсон, Гай Брентон |
| Лучший документальный фильм                     | • «Австралийская глубинка»                  | The Back of Beyond                       | Джон Хайер                    |
| Лучший документальный фильм                     | • —                                         | 3-2-1-zero                               | —                             |
| Лучший документальный фильм                     | • —                                         | Lekko!                                   | —                             |
| Специальная награда Special Award               | • «Время без войны»                         | A Time Out of War                        | Дэнис Сандерс                 |
| Специальная награда Special Award               | • «Живая пустыня»                           | The Living Desert                        | Джеймс Алгар                  |
| Специальная награда Special Award               | • —                                         | Powered Flight, The Story of the Century | Стюарт Легг                   |
| Специальная награда Special Award               | • —                                         | Axel Petersen                            | —                             |
| Специальная награда Special Award               | • —                                         | The Drawings of Leonardo Da Vinci        | —                             |
| Специальная награда Special Award               | • —                                         | The Origin of Coal                       | —                             |
| Награда объединённых наций United Nations Award | • «Пленённое сердце»                        | The Divided Heart                        | Чарльз Крайтон                |
| Награда объединённых наций United Nations Award | • «Время без войны»                         | A Time Out of War                        | Дэнис Сандерс                 |
| Актёрские работы                                |                                             |                                          |                               |
| Категория                                       | Имя                                         | Фильм — русскоязычное название           | Фильм — оригинальное название |
| Лучший британский актёр                         | • Кеннет Мор                                | «Доктор в доме»                          | Doctor in the House           |
| Лучший британский актёр                         | • Дональд Вольфит                           | «Свенгали»                               | Svengali                      |
| Лучший британский актёр                         | • Морис Денхам                              | «Лиловая равнина»                        | The Purple Plain              |
| Лучший британский актёр                         | • Роберт Донат                              | «Жизнь в аренду»                         | Lease of Life                 |
| Лучший британский актёр                         | • Джон Миллс                                | «Выбор Хобсона»                          | Hobson’s Choice               |
| Лучший британский актёр                         | • Дэвид Найвен                              | «Кэррингтон В. К.»                       | Carrington V.C.               |
| Лучший иностранный актёр                        | • Марлон Брандо                             | «В порту»                                | On The Waterfront             |
| Лучший иностранный актёр                        | • Невилл Бренд                              | «Бунт в тюремном блоке № 11»             | Riot in Cell Block 11         |
| Лучший иностранный актёр                        | • Фредрик Марч                              | «Номер для директоров»                   | Executive Suite               |
| Лучший иностранный актёр                        | • Джеймс Стюарт                             | «История Гленна Миллера»                 | The Glenn Miller Story        |
| Лучший иностранный актёр                        | • Хосе Феррер                               | «Бунт на «Кейне»»                        | The Caine Mutiny              |
| Лучшая британская актриса                       | • Ивонн Митчелл                             | «Пленённое сердце»                       | The Divided Heart             |
| Лучшая британская актриса                       | • Бренда Де Банзи                           | «Выбор Хобсона»                          | Hobson’s Choice               |
| Лучшая британская актриса                       | • Маргарет Лейтон                           | «Кэррингтон В. К.»                       | Carrington V.C.               |
| Лучшая британская актриса                       | • Ноэль Миддлтон                            | «Кэррингтон В. К.»                       | Carrington V.C.               |
| Лучшая британская актриса                       | • Одри Хепбёрн                              | «Сабрина»                                | Sabrina                       |
| Лучшая иностранная актриса                      | • Корнелл Борхерс                           | «Пленённое сердце»                       | The Divided Heart             |
| Лучшая иностранная актриса                      | • Ширли Бут                                 | «О миссис Лесли»                         | About Mrs. Leslie             |
| Лучшая иностранная актриса                      | • Грейс Келли                               | «В случае убийства набирайте «М»»        | Dial M for Murder             |
| Лучшая иностранная актриса                      | • Джина Лоллобриджида                       | «Хлеб, любовь и фантазия»                | Pane, amore e fantasia        |
| Лучшая иностранная актриса                      | • Джуди Холидей                             | «Фи!»                                    | Phffft!                       |
| Самый многообещающий новичок                    | • Дэвид Кософф                              | «Молодые любовники»                      | The Young Lovers              |
| Самый многообещающий новичок                    | • Мэгги Макнамара                           | «Луна голубая»                           | The Moon Is Blue              |
| Самый многообещающий новичок                    | • Эва Мари Сейнт                            | «В порту»                                | On The Waterfront             |
| Другие категории                                |                                             |                                          |                               |
| Категория                                       | Имя                                         | Фильм — русскоязычное название           | Фильм — оригинальное название |
| Лучший сценарий для британского фильма          | • Джордж Табори, Робин Эстридж              | «Молодые любовники»                      | The Young Lovers              |
| Лучший сценарий для британского фильма          | • Дэвид Лин, Норман Спенсер, Уайньярд Браун | «Выбор Хобсона»                          | Hobson’s Choice               |
| Лучший сценарий для британского фильма          | • Николас Фиппс                             | «Доктор в доме»                          | Doctor in the House           |
| Лучший сценарий для британского фильма          | • Эрик Эмблер                               | «Лиловая равнина»                        | The Purple Plain              |
| Лучший сценарий для британского фильма          | • Хью Миллс, Рене Клеман                    | «Месье Рипуа»                            | Monsieur Ripois               |
| Лучший сценарий для британского фильма          | • Уильям Роуз                               | «Мэгги»                                  | The Maggie                    |
| Лучший сценарий для британского фильма          | • Джек Уиттингем                            | «Пленённое сердце»                       | The Divided Heart             |
| Лучший сценарий для британского фильма          | • Ренато Кастеллани                         | «Ромео и Джульетта»                      | Romeo e Giulietta             |